# كاترينا سفورزا
كاترينا سفورزا (1463-28 مايو 1509) كانت عضو من عائلة سفورزا الإيطالية، كونتيسة فورلى. وكانت ماريا سفورزا دوق ميلانو هي ابنة وضعت خارج نطاق الزواج. وقد وصلت ايمولا وفورلى كونتيست إلى لقب فارس وذلك بعد الزواج الذي اقيم في جرولامو رياريو. وفي نفس الوقت كان الصبى الأول لهما هو الطفل الذكى اوتيفانو. وهي من عائلة مهمة جدا في المجتمع، واظهرت مهارتها وكفائتها في سن مبكرة، وعملت الكثير من اجل الحفاظ على اراضى الوطن، وكانت واحدة من ابرز القادة الإيطاليين في القرن الخامس عشر.

## فترةشبابها
كانت كاترينا سفورزا التي نمت وتربت في قصر سفورزا في ميلامو على اتصال دائم مع الفنانيين والكتاب بصفتها عضوة من أعضاء العائلة النبيلة وتعلمت تعليم جيدا بالنسبة للكثير من الرجال الذين كانوا معها. تعلمت اللغة الاتينية، وقرأت العديد من الكتب في الأدب وخاصة الشخصيات الذين كان تحكى لها جدتها حكايتهم، وفي هذه الفترة ساعدت على تطور وتقدم بلادها. وظلت طوال حياتها لديها فضول بالنسبة للصيد في فترة الشباب.

## زواجها
وتزوجت كاترينا في عام 1473 بجيرولامو ريارو. وهي ابنة البابا الرابع ووالدتها بيانكا ديلا روفيرى. ولكنها كان في ذلك الوقت تبلغ 10 سنوات ولكن السن القانونى للزواج هو 14 عام ولكن على الرغم من ذلك تزوجت. وعقب هذا الزواج اعطى البابا سيكستوس السادس إلى العريس جريمولا حكم منطقة ايمولا. وذهب بعد ذلك إلى روما في عام 1477 للعمل من اجل خدمة البابا بعد مساعدته في الذهاب إلى ايمولا. وفي مارس 1478 ولدت أول طفلة لها وسمتها بيانكا. وقد ولدت كاترينا خمسة أطفال في خلال تسع سنوات.

## فترةالفاتيكان

وضع إيطاليا السياسى عام 1494

وقد اولت للتعليم اهمية خاصة خصوصا في روما والفاتيكان، وبسبب قربها إلى البابا لعبت دورا هاما في التقرب بين الفاتيكان وبين عائلتها المهمة في إيطاليا. وقد اسندت العديد من الوظائف العسكرية الهامة إلى زوجها جيرولامو.
وبعدها زادت قوة جرولامو أكثر عندما تولى حكم فورلى. ولكن تغيرت حياته بشكل جذرى وذلك في 12 أغسطس 1484، ولكن بعد وفاة البابا المفاجئ بدأ في نهب السلع والبضائع الموجودة في روما.
وقام جيرولامو بعد انهاء زواجه أيضا بنهب كل ما يوجد في القصر تماما. وكانت في ذلك الوقت كاترينا حامل في الشهر السابع اثناء هذه الفوضى ، ولكنها نقلت من حلال الاديرة المحصنة إلى كاستل سانت أنجيلو.وبدأت في تحقيق الاتزان في المنطقة وذلك بدعم وانضمام العسكر في المنطقة.
ولكن بعد اختيار البابا الجديد لم يبقى الوضع كما هو عليه ولم يعد إلى الماضى والنظام القديم.وعلى الرغم من ان القوات المسلحة لا يمكن ان تسيطر سيطرة كامله على المدينة الا انها استطاعت ابعاد جيرولامو من السيطرة على الحكم.وبناء على ذلك فكان الجيش في حالة انفصال عن روما واستطاعوا السيطرة على 8 الاف دوقية من الذهب. وعلى الرغم من ابعاد زوجها الا ان كاترينا ارادت ترك المنطقة في 25 أكتوبر 1484 وفضلت الانفصال عن المدينة تماما. ولكن في هذه الفترة بدأ انتخاب البابا الجديد.

## عصر فورلى

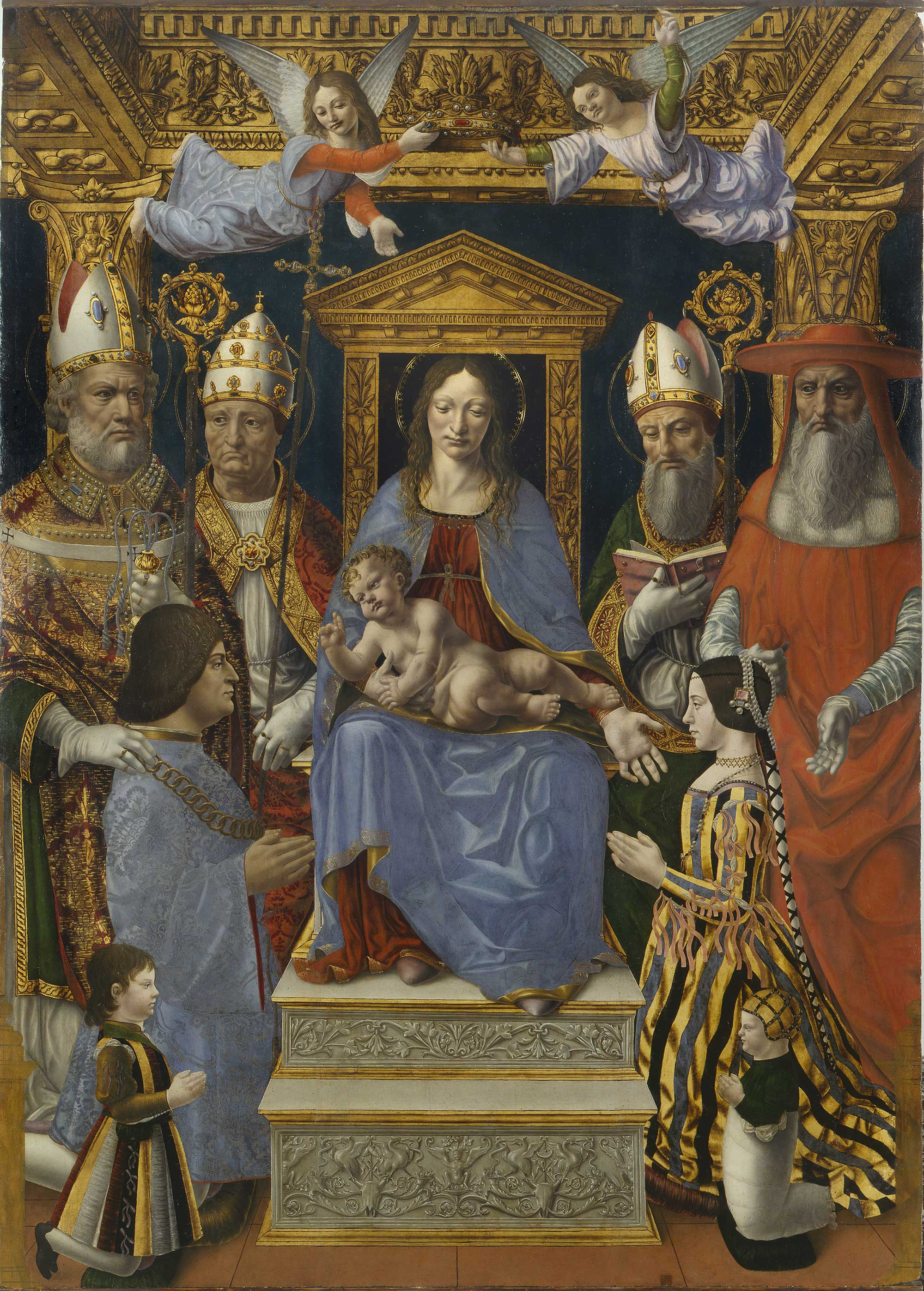
ميلانو دوكو لودافيكو سفورزا

تم تحقيق سيطرة فورلى عم كاترينا وذلك من خلال الدوق ميلانو لودوفيكو سفورزا. وعندما ذهبت كاترينا وعائلتها إلى فورلى كان يوجد خصمين يتنازعون على البابوية الجدة فاختاروا البابا جيوفانى باتيستا سايبو الثامن. ووصلوا إلى اتفاق يعترف بايمولا وفورلى بالرئاسة على الحكم وذلك مع البابا الجديد. واعلن جيرولامو القائد الاعلى للبابوية على الورق على الرغم من هذه المهمة لا تمنح لأى شخص في الواقع. حقق جيرولامو العديد من الخسائر في أول سنواته في الحكم وبدأت تزيد الضرائب والمشاكل مع السنة الضريبية في عام 1485. وقد فتحت الطريق إلى التأثير بالسلب على صغار المنتجين واصحاب الاراضى الصغيرة حيث ان الضرائب ادت إلى تفاقم الاضطرابات عند فتح التدابير الجنائية لاسكات الاصوات المعارضة له، وقد ارادوا ان يزوجوا ابن الملك انطونيوس الثامن البابا الجديد وهو أحد اعداء جيرولامو بابنة فورلى.

## وفاةجيرولامو
وقد تمت العديد من المحاولات الفاشلة لأغتيال جيرولامو ولكنه قتل في 14 ابريل 1488 على يد أحد أعضاء عائلة اورسى في فورلى. وبناء على ذلك فقد نهبت العديد من القصور والمنازل، وأسرت كاترينا وعائلتها. وقد قامت العديد من الاحكام الجديدة في المدينة وذلك داخل القلعة الجديدة في المدينة.
ومن اجل اقناع توماسو فيو قائد القلعة من اجل اطلاق سراح الأطفال الرهينة بدأ بالتحول ضد كاترينا وباعلان الحرب ضد اسرتها .وفى نهاية الصراعات القائمة في المدينة التي استمرت فقد قام عمها لودوفيكو بأعادة فرض السيطرة والهيمنة على حكم فورلى مرة أخرى.

## حكمفورلى وايمولا
في 30 أبريل 1488 فقد تولى الابن الأكبر لكاترينا وهو اوتفيانو حكم مدينة فورلى. ومن اولى الخطوات الجدية التي اتخذتها كاترينا على نطاق واسع هي اعتقال كل من ساهم في قتل زوجها. واشتركوا في مؤامرت الاغتيال، وهدم المنازل، وفرض الضرائب واخذ البضائع من الفقراء.
وقد تعاملت مع حالات العمل الخاصة والقانونية في المدينة ، وقد اقامت العديد من خطط الزواج من اجل اولادها وذلك من اجل ضمان الاتفاقيات والمعاهدات مع الدول الأخرى. وبناء على ذلك انخفضت الضرائب عن طريق عرض خطط الإدارة المقتصدة. وقد ركزت كاترينا على انشاء اماكن للتدريب العسكرى، وعلى الرغم من توليها قيادة فولى وايمولا الا انها ليست من المدن الكبيرة ذو الاهمية الاستراتيجية في المنطقة.
وفي 25 يوليو 1942 عقب وفاة البابا انطونيوس الثامن اختير الكسندر السادس للبابوية الجديدة. وكان اسمه قبل ذلك رودريغو بروجيا وعملت كاترينا على اقامة العلاقات السياسية والتجارية معه بعد توليه الحكم. وقد بدأت الحروب الإيطالية التي استمرت لمدة 4 سنوات 
وذلك بسبب ادعاءات الملكة تشارلز نابولى على الحقوق الإيطالية والذي كان يدعمها البابا السابق. وقد عملت روما في الحفاظ على التواصل مع كاترينا التي لم تسقط ولم تخضع للاحتلال على نطاق واسع في فورلى التي تقع على طريق هام في طريق روما. وقد خرجت العديد من الاضرابات والمعارضات ضد البابا الكسندر السادس من اجل احتلال فرنسا. وذلك من اجل أخذ مملكة نابولى والسيطرة على دولة البابوية فبدأت كاترينا المقاومات ضد الفرنسيين.
وقد قامت إيطاليا التي يحتلها الجيش الفرنسى بهزيمة جيش الحلفاء بسهولة جدا، وقد ضمنت كاترينا بسهولة السيطرة بذلك على الجيش الفرنسى في اراضيهم مغيرين خطتهم على الفور وبسبب الخوف من فقدان استقلالهم اتحدوا ضد الفرنسسن واقاموا اتفاق مع البندقية. وقد ضمن هذا الاتفاق في عام 1495 تراجع الفرنسيين فة معركة فورنوفر. واثناء انسحاب الفرنسيين فقد وقفت كاترينا على الحياد والحفاظ على علاقتها الجيدة مع دولة البابوية ومع عمها لودوفيكو في ميلان.

## زواجها الثانى
وقد وقعت كاترينا في حالة حب وعشقت جياكومو فيو بعد وفاة زوجها الأول.وجياكومو هو أخ توماسون فيو وهو قائد القلعة وذلك عقب وفاة اخيه. وقد سيطرت كاترينا على الاراضى التي تأسست وذك بسبب قوتها وتزوجت بشكل سرى في عام 1488. وكان لديها طفل مولود حديثا بعد زوجها وسمته كارلو. وكانت من أهم المهام التي عرضت في موقف فورلى وبدأت في نسبته إلى عائلتها. وقد وقف العديد من النبلاء ضدها بسبب هذا الوضع وبدأوا في الانتفاضة والقيام ضدها بالمظاهرات والانقلابات للعديد من المرات.
واتخذت كاترينا القرار ضد عائلتها وضد جياكومو وذلك بأن يكون ابنها اوتافيو هو الوريث الشرعى لها امام القانون.وقد تم وضع العديد من الخطط والتطبيقات من اجل بعض الأطفال مثل جيان انطونيو وجهتى. وقد تأسست العديد من الكمائن والمطاردات في هذه الفترة وفي نهاية هذه الهجومات قتل جياكومو.وقد قتل زوجها بشكل مريب وعوقبت كاترينا وعائلتها عن طريق قتل زوجها.ولم تنتبه كاترينا إلى البنية التحتية والتأثيرات التي نتجت عن الهجوم وتعاملت كاترينا ذد هذه التصرفات.وقد سجلت دعمها التام للشعب وعائلة فورلى على نطاق واسع.

## زواجها الثالث
وفي 1496 فقد زار سفير جمهورية فلورنسا جيوفانى دى ميديشى، كاترينا.وهذا السفير ينتمى إلى عائلة ميديشى وابن كله من ايل فيكيو وفيشو.وقد ارسل إلى السجن بسبب مخالفه لبيرو وهما اولاد اعمامه في بداية حكم فلورنسا. وفي عام 1494 عند احتلال ملك فرنسا تشارلز الثامن بموجب اتفاقية التي مضاها مع بيرو فقد سمح لهم بالوصول إلى المملكة النابولية من اراضى الفرنسيين. وبناء على ذلك فقد اعلنت الجمهورية والاطاحه بجمهوية بييرو.وعاد بعدها جيوفانى واخوه إلى فلورنسا واخذ لقب بوبلانو، وبعد ذلك عين جيوفانى سفيرا لفولى في الحكومة الجديدة.
وبالتقرب إلى أعضاء العائلتين الاقوياء، فقد تزوجت كاترينا سرا بجيوفانى في سبتمبر 1497 وذك بسبب حشد المعارضة على قرار زواجهما.
وفي عام 1498 في شهر أبريل فقد انجبت كاترينا لجيوفانى اخر ابن لها. وقد سمت ابنها لودوفيكو مع اسم والده جيوفانى فهذا يعنى شء جميل حيث يشبه كوندوتييرى الشهير.
وقد زاد التوتر بين فلورنسا والبندقية وبدأ ذلك يهدد وجود فورلى الموجودة بين الدولتين، وعندما ظهر هذا التهديد بدأت كاترينا تزيد من التحصينات الدفاعية.وقد دعمت كاترينا فلورنسا ولكن اثناء الحرب تعرض زوجها جيوفانى إلى الإصابة في ساحة المعركة وفقد حياته في 14 سبتمبر 1498.وعقب وفاة زوجها اضطرت إلى العيش مع اسرتها بمفردها في بورجيا.

## مواجهة البندقية
المقال الرئيسى: جمهورية البندقية
قد قامت كاترينا التي تستعد لمحاربة الإدارة بعمل العديد من الاستعدادت المستمرة، حيث اقامت مستودعات الذخيرة، واقامة الاصلاحات المفقودة.ولكن على الرغم من طلبها المساعدة من الدول الصديقة الموجودة حولها الا انها لم تتلق سوى مساعدات بسيطة من ميلانو كدعم لها.وعلى الرغم من المعارك الدامية مع القوات الأولى وهي قوى المقاومة بالبندقية فقد كثفت استخدام البنادق بطريقة مفرطة في فلورنسا.وبسبب الدفاع الناجح فقد لقبها المؤرخين بلقب (النمر).

## سقوط الأسير

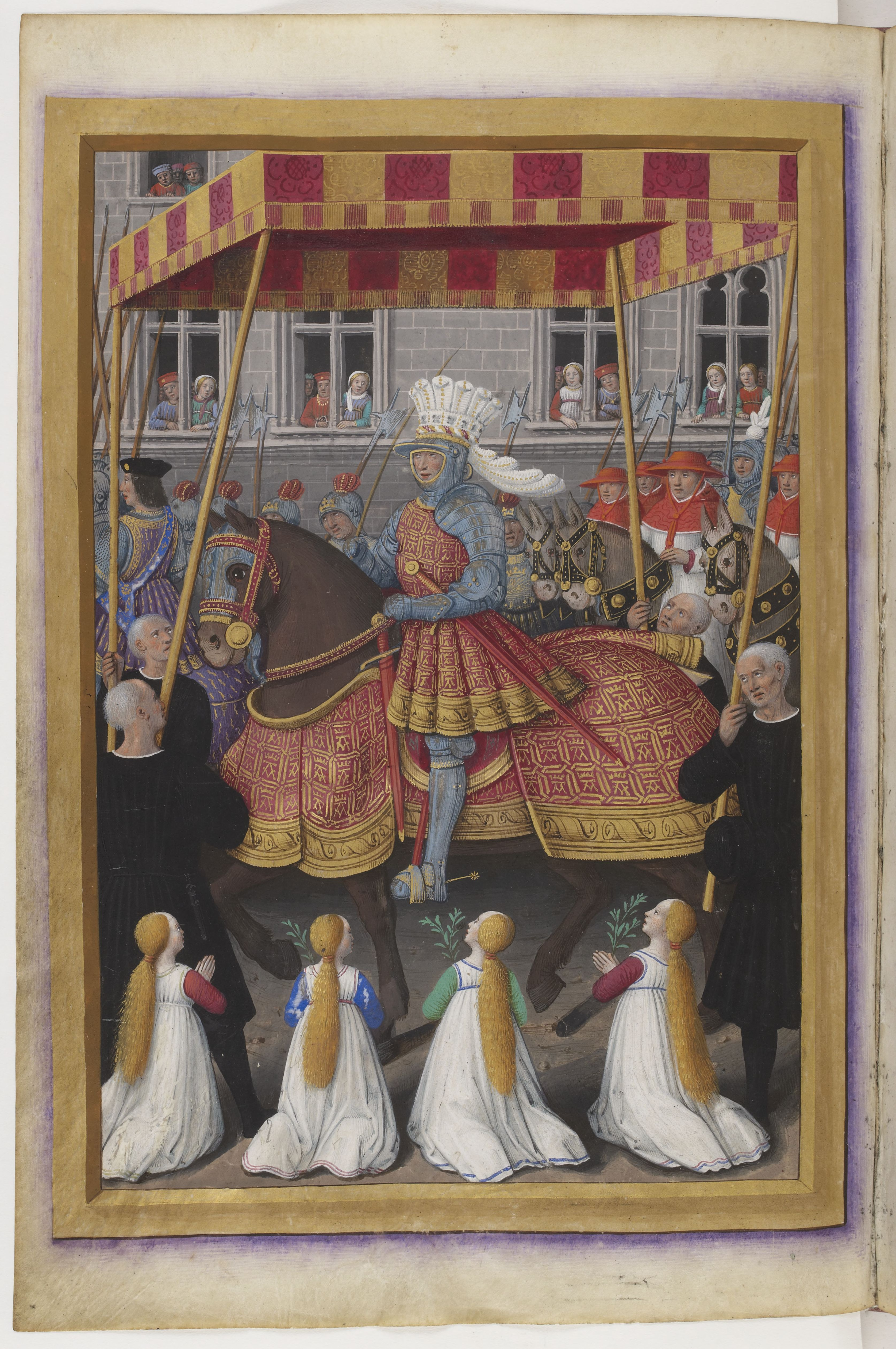
لويس الثانى عشر ذاهبا إلى كينوفا

في هذه الفترة قد تولى سانت لويس الثانى عشر حكم فرنسا.وقام لويس الثانى عشر فورا بفرض ادعائته بالحق في ممكلة نابولى وسانت لويس.وقبل البدء في قهر السياسة الخارجية فقد قام الملك سافوى بالابتعاد عن البندقية ودولة البابوية. وفي صيف عام 1499 سيطر بيدمونت على كريمونا وجينوفا داخل المعركة في الاراضى الإيطالية.وفي 6 أكتوبر 1499  دخلوا إلى ميلان.ولم يرض البابا الاكسندر السادس باقامه تعاون مع الفرنسيين برضاهم ولكن في مقابل ذلك فان ابنه سزار بوريجا اراد قيام هذه الاتفاقية من اجل الولايات في رومانيا.ومن اجل تحقيق هذا الهدف فقد تم الإعلان عن ابطال الحقوق المدعية على اراضى الاقطاعيين بأمر من البابوية في 9 مارس 1499 من اجل تحقيق هذا الهدف. وفي هذه الاثناء من اجل فتح إيطاليا فقد تركوا الفرصة لترك ميلان لودوفيكو بسماعدة من المدينة النمساوية.
وقد أرادوا المساعدة من فلورسنا ضد الجيش الفرنسى الذي يقترب إلى كاترينا التي تسيطر على اراضيه بشكل كامل. وقد ارسلت كاترينا إلى فلورنسا العديد من القوات من اجل الدفاع عنها وحمايتها اثناء حصار المدينة.وفى 24 نوفمبر فقد ذهب سيزار بورجيا إلى ايمولا. وقد فتحت ابواب المدينة بسهولة إلى بورجيا.وما حدث في ايمولا يعتمد بشكل خطير على المخاطر التي تقترب من كاترينا.وفيما يخص موضوع الدفاع عن مدينة وشعب فورلى، بدأوا بانتظار الهجوم على القلعة التي توجد بها كاترينا من اجل الاستعداد للدفاع.وفي 19 ديمسبر دخلت بورجيا إلى مدينة فورلى وحاصروا القلعة بالمدينة.وقد استمرت كاترينا بجمع شملهم واستمرار بمحاربة الجيش الفرنسى على اراضيه. وفي 12 يناير في نهاية اليوم 1500 سقط جدار القلعة، وكانت كاترينا من ضمن اسرى الحرب ولكنها سلمت إلى قوات الاستسلام الفرنسى بسبب تصرفاتها الجيدة والمؤثرة في الحرب.

## عصرروما
وقد قام بوجيا الذي تصرف كضيف من اجل القبض على كاترينا واخذها إلى أليغرى القائد الفرنسى، واخذ كاترينا معه بعد ذلك. وقد اتخذ بوريجا عندما عاد مجددا إلى الفرنسيين قرار بالتخطيط والسير من جديد إلى ميلان، وذهب إلى روما جمبا إلى جمب مع كاترينا.وعندما حاولوا الهرب من قصر بلفيدير في كاستل سانت أنجيلو دير مغلقة.

## أيامالسجن
وقد اتهمت كاترينا باغتيال البابا من اجل اعتقالها والحكم عليها بالسجن، ونتيجة لهذا الاتهام فقد اعرب البابا عن غضبه من كاترينا وذلك في المرسوم الذي أرسله. وقد استمرت الدعوة الغير المثبتة والملفقة لكاترينا إلى 30 يونيو 1501 .بعدها تم اطلاق سراح كاترينا بفضل الجيش الفرنسى الموجود في روما في ذلك الوقت. واصبحت حاكمة تهيمن على كل الاراضى بواسطة سيزار بورجيا .وقد كان اولادها في شرف استقبالها في فلورنسا.

## عصرفلورنسا
وقد بقى جيوفانى ميديشى زوج كاترينا الثالث في فلورنسا في الولايات التابعة لهم هناك. ولكن مع ذلك استمرت الشكاوى والاحتقار فيما يخص ماليا، وعندما كانت كاترينا في السجن فقد اقام جيوفانى دعوة قصائية ضدها من اجل حضانة وعودة ابنه له مرة أخرى، وقد حكمت بأخذ ابنه والعودة لحضانته بسبب اتهام والدته بانها اسيرة حرب ولاتهامها بالقيام بجريمة.وفي 18 أغسطس 1503 عندما فقد والد بوريجا حياته قد خسر الدعم وسقط ولم يقم مرة أخرى .وفى هذه الفترة تحركت كاترينا لاخذ جميع الاراضى التي كانت بيده من اراضى المنطقة برومانيا .وتقدمت كاترينا إلى يوحنا بولس الثانى وتقدمت بطلب ادعاء لحقوق ابنها اوتفيانو.وبعدها خرجت كاترينا من اجل استعادة اراضى ايمولا وفورلى ولكن رفض البابا إعادة هذه الاراضى اليها.وعملت على استعادة قوتها مرة أخرى ومنحها الثقة والقوة إلى عائلتها.

## وفاتها
وفي أبريل 1509 مرضت كاترينا بمرض الالتهاب الرئوى وتدهورت وساءت حالتها بعد ذلك. ووفاتها المنية في 28 مايو 1509 عن عمر يناهز 46 عاما.

## عائلتها

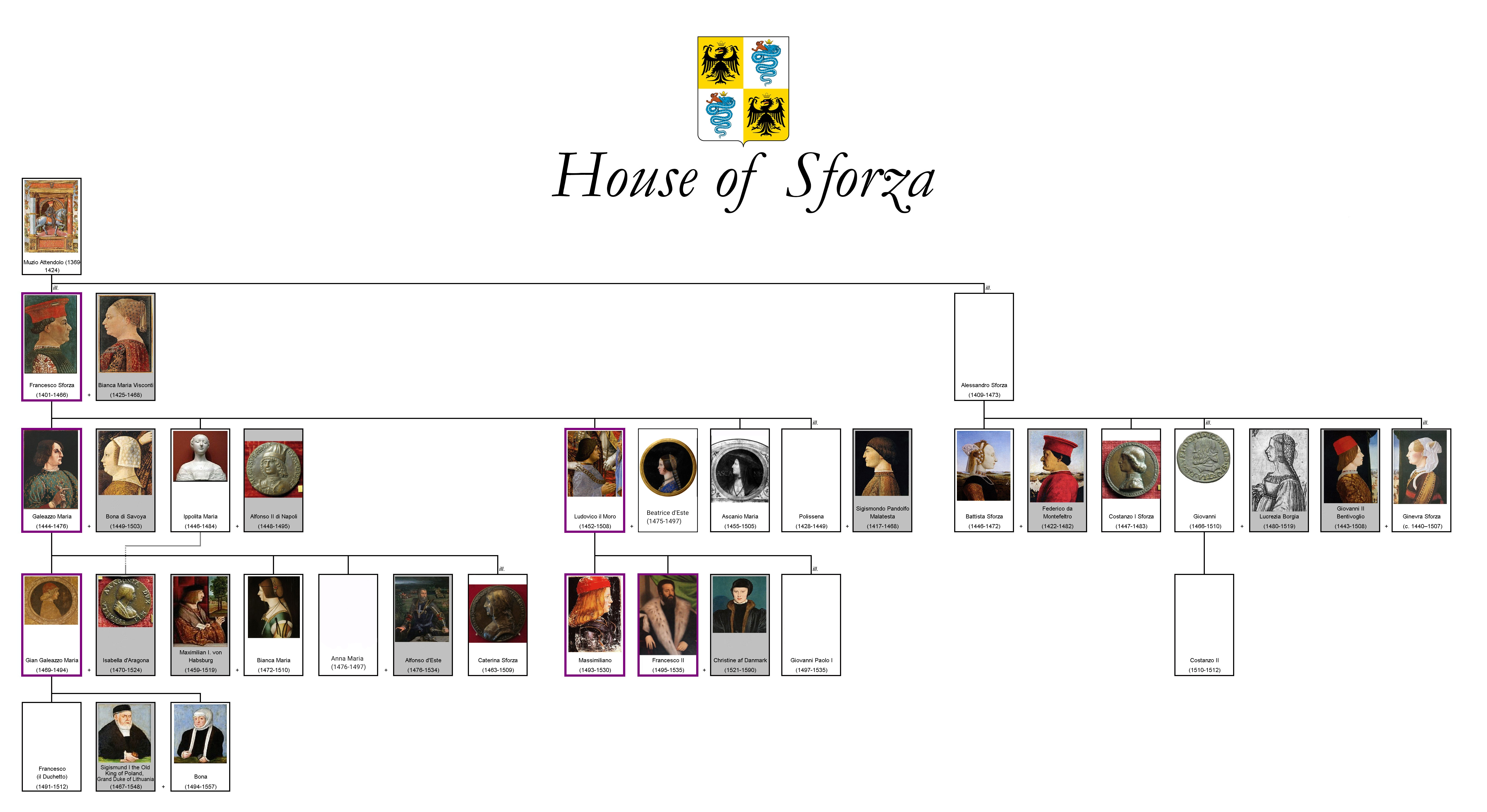
شجرة عائلة كاترينا سفورزا

-كان لكاترينا سفورزا 6 أطفال من زواجها الأول وهما:
-بيانكا (1478-1522)
-اوتفيانو (1479-1523) وكان حاكم مدينة فورلى وايمولا، وبعد ذلم تولى منصب أسقف فولتيرا وفيتربو
-سيزار (1480-1518 أو 1540) رئيس اساقفة بيزا
-جيوفانى ليفيو (1484-1496)
-جاليزو (1485-1557)
-فرانسيكو (سفورزينو) (1487-1509) اسقف لوكا.
-ابنها من زواجها الثانى:
-برناردينو (1489-1509)
-ابنها من زواجها الثالث
-لودوفيكو (1498-1526) يعرف جيوفانى ببياندى سورنير وبكوندوتييرى الشهير. وكان ابنه كوزيمو دى ميديشى (1574-1519) دوق توسكانا. ومن هذا اللقب تقدم لقب كاترينا ملك انجلترا تشارلز الثانى (1630-1685) ، والأميرة ديانا (1961-1997) وهما اقارب منسوبين اليهم.

## المؤثراتالثقافيةالمشهورة
وقد تم تشخيص شخصيتها في المسلسل التلفزيونى بورجياس الذي مثلته جينا ماكى وفيلم قاتل العقيدة لازيو ايدوترى في فلورنسا في سلسلة العاب الفيديو والرسوم المتحركة

## الراوبطالخارجية
Caterina Sforza özgeçmişi (İngilizce) 22 Kasım 2012 tarihinde erişilmiştir